# Ante Mladinić
Ante Mladinić (Spalato, 1º ottobre 1929 – Zagabria, 13 giugno 2002) è stato un allenatore di calcio e calciatore jugoslavo, di ruolo difensore.

## Carriera
Guidò la Nazionale jugoslava agli Europei del 1976. Finì la sua carriera nelle giovanili del Bordeaux, dove scoprì Bixente Lizarazu.

## Statistiche

### Statistiche da allenatore

#### Panchine da commissario tecnico della nazionale jugoslava
| Cronologia completa delle presenze e delle reti in nazionale ― Jugoslavia | Cronologia completa delle presenze e delle reti in nazionale ― Jugoslavia | Cronologia completa delle presenze e delle reti in nazionale ― Jugoslavia | Cronologia completa delle presenze e delle reti in nazionale ― Jugoslavia | Cronologia completa delle presenze e delle reti in nazionale ― Jugoslavia | Cronologia completa delle presenze e delle reti in nazionale ― Jugoslavia | Cronologia completa delle presenze e delle reti in nazionale ― Jugoslavia | Cronologia completa delle presenze e delle reti in nazionale ― Jugoslavia |
| Data                                                                      | Città                                                                     | In casa                                                                   | Risultato                                                                 | Ospiti                                                                    | Competizione                                                              | Reti                                                                      | Note                                                                      |
| ------------------------------------------------------------------------- | ------------------------------------------------------------------------- | ------------------------------------------------------------------------- | ------------------------------------------------------------------------- | ------------------------------------------------------------------------- | ------------------------------------------------------------------------- | ------------------------------------------------------------------------- | ------------------------------------------------------------------------- |
| 28-9-1974                                                                 | Zagabria                                                                  | Jugoslavia                                                                | 1 – 0                                                                     | Italia                                                                    | Amichevole                                                                | Ivica Šurjak                                                              | Cap:J. Aćimović                                                           |
| 30-10-1974                                                                | Belgrado                                                                  | Jugoslavia                                                                | 3 – 1                                                                     | Norvegia                                                                  | Qual. Euro 1976                                                           | Momčilo Vukotić 2 Josip Katalinski                                        | Cap:D. Džajić                                                             |
| 16-4-1975                                                                 | Belfast                                                                   | Irlanda del Nord                                                          | 1 – 0                                                                     | Jugoslavia                                                                | Qual. Euro 1976                                                           | -                                                                         | Cap:J. Katalinski                                                         |
| 31-5-1975                                                                 | Belgrado                                                                  | Jugoslavia                                                                | 3 – 0                                                                     | Paesi Bassi                                                               | Amichevole                                                                | Dušan Savić Danilo Popivoda Zvonko Ivezić                                 | Cap:J. Katalinski                                                         |
| 4-6-1975                                                                  | Stoccolma                                                                 | Svezia                                                                    | 1 – 2                                                                     | Jugoslavia                                                                | Qual. Euro 1976                                                           | Josip Katalinski Zvonko Ivezić                                            | Cap:J. Katalinski                                                         |
| 9-6-1975                                                                  | Oslo                                                                      | Norvegia                                                                  | 1 – 3                                                                     | Jugoslavia                                                                | Qual. Euro 1976                                                           | Ivan Buljan Vladislav Bogićević Ivica Šurjak                              | Cap:J. Katalinski                                                         |
| 15-10-1975                                                                | Zagabria                                                                  | Jugoslavia                                                                | 3 – 0                                                                     | Svezia                                                                    | Qual. Euro 1976                                                           | Branko Oblak Franjo Vladić Drago Vabec                                    | Cap:B. Oblak                                                              |
| 19-11-1975                                                                | Belgrado                                                                  | Jugoslavia                                                                | 1 – 0                                                                     | Irlanda del Nord                                                          | Qual. Euro 1976                                                           | Branko Oblak                                                              | Cap:D. Džajić                                                             |
| 18-2-1976                                                                 | Tunisi                                                                    | Tunisia                                                                   | 2 – 1                                                                     | Jugoslavia                                                                | Amichevole                                                                | Ivica Šurjak                                                              | Cap:J. Aćimović                                                           |
| 24-2-1976                                                                 | Tunisi                                                                    | Tunisia                                                                   | 2 – 1                                                                     | Jugoslavia                                                                | Amichevole                                                                | Momčilo Vukotić Edhem Šljivo                                              | Cap:J. Aćimović                                                           |
| 17-4-1976                                                                 | Banja Luka                                                                | Jugoslavia                                                                | 0 – 0                                                                     | Ungheria                                                                  | Amichevole                                                                | -                                                                         | Cap:J. Aćimović                                                           |
| 24-4-1976                                                                 | Zagabria                                                                  | Jugoslavia                                                                | 2 – 0                                                                     | Galles                                                                    | Qual. Euro 1976                                                           | Momčilo Vukotić Danilo Popivoda                                           | Cap:I. Buljan                                                             |
| 22-5-1976                                                                 | Cardiff                                                                   | Galles                                                                    | 1 – 1                                                                     | Jugoslavia                                                                | Qual. Euro 1976                                                           | Josip Katalinski (rig.)                                                   | Cap:I. Buljan                                                             |
| 17-6-1976                                                                 | Belgrado                                                                  | Jugoslavia                                                                | 2 – 4 dts                                                                 | Germania Ovest                                                            | Euro 1976 - Semifinale                                                    | Danilo Popivoda Luka Peruzović                                            | Cap:J. Aćimović                                                           |
| 19-6-1976                                                                 | Zagabria                                                                  | Jugoslavia                                                                | 2 – 3 dts                                                                 | Paesi Bassi                                                               | Euro 1976 - Finale 3º posto                                               | Josip Katalinski Franjo Vladić                                            | Cap:J. Aćimović                                                           |
| 4-10-1978                                                                 | Zagabria                                                                  | Jugoslavia                                                                | 1 – 2                                                                     | Spagna                                                                    | Qual. Euro 1980                                                           | Vahid Halilhodžić                                                         | Cap:I. Šurjak                                                             |
| 25-10-1978                                                                | Bucarest                                                                  | Romania                                                                   | 3 – 2                                                                     | Jugoslavia                                                                | Qual. Euro 1980                                                           | Vladimir Petrović Damir Desnica                                           | Cap:I. Šurjak                                                             |
| Totale                                                                    |                                                                           | Presenze                                                                  | 17                                                                        |                                                                           | Reti                                                                      | 29                                                                        |                                                                           |

## Palmarès

### Giocatore

#### Competizioni nazionali
- Campionato jugoslavo: 1

Hajduk Spalato: 1952

### Allenatore

#### Competizioni nazionali
- Campionato jugoslavo: 1

Partizan: 1977-1978

#### Competizioni internazionali
- Coppa Mitropa: 1

Partizan: 1977-1978